# Pierre Blotin
Pierre Blotin est un homme politique français né en 1939.
Il est le numéro deux du Parti communiste français de 1994 à 2000.

## Biographie
Pierre Blotin naît le 29 novembre 1939,. Instituteur de profession, il adhère au Parti communiste français (PCF) en 1957, à dix-huit ans, avant d'en gravir peu à peu les échelons.
D'abord secrétaire de Jacques Duclos, il dirige l'école des cadres du parti puis est en 1974-1976 (aux côtés de Jean-Claude Lefort ou Francis Wurtz) un des proches collaborateurs de Georges Marchais.
À partir de 1994, chargé de la communication et son numéro deux officieux, il est un des principaux conseillers (avec Bernard Vasseur) de Robert Hue, ce qui lui vaut des critiques sur sa trop grande proximité supposée avec ce dernier. À ce poste, qu'il quitte en 2000 pour favoriser le renouvellement, il est considéré comme « le dernier apparatchik du parti » et « l'homme de la mutation » et de l'ouverture du parti.
Également en 1994, il est à l'initiative de l'accord entre Alain Clary et Alain Fabre-Pujol en vue des élections municipales à Nîmes. De 1998 à 2004, il est conseiller régional du Languedoc-Roussillon (élu dans le Gard).
En juin 2002, il aurait été l'auteur d'un document non signé, diffusé dans les fédérations du parti et défendant l'action de Robert Hue.
Depuis 2006, Pierre Blotin fait partie du conseil scientifique de la Fondation Gabriel-Péri.
En 2007, à l'occasion du débat interne au PCF à propos de la stratégie présidentielle, il propose la « fondation d'un autre parti communiste » qui deviendrait un allié gouvernemental du Parti socialiste.

## Œuvres
- Communisme français : l'heure de vérité, Paris, Bérénice, 2006, 137 p. (ISBN 2-911232-67-4, BNF 40111366)
- Avec Michel Maso, Pour un printemps de la politique, L'Atelier, 2018 (ISBN 978-2-7082-4550-1)

### Chapitre
- « Sa parole contre celle des puissants », dans Pour vous, qui suis-je ? : Jésus sous le regard de nos contemporains, Paris, L'Atelier, 2000 (ISBN 2-7082-3535-4, BNF 37204802), p. 54-56